# Bjälnäs
Bjälnäs este o arie protejată (arie specială de conservare — SAC, sit de importanță comunitară — SCI) din Suedia întinsă pe o suprafață de 31,2 ha, integral pe uscat.

## Localizare
Centrul sitului Bjälnäs este situat la coordonatele 58°01′15″N 15°14′11″E / 58.0207°N 15.2363°E.

## Înființare
Situl Bjälnäs a fost declarat sit de importanță comunitară în decembrie 1998 pentru a proteja un număr necunoscut de specii din flora spontană și fauna sălbatică aflate în arealul zonei. Situl a fost protejat și ca arie specială de conservare în martie 2011.

## Biodiversitate
Situată în ecoregiunea boreală, aria protejată conține 1 habitat natural: Pășuni din zone de pădure fino-scandinave.
La baza desemnării sitului se află un număr nedeclarat de specii protejate.